# Kalleby Sogn
Kalleby Sogn (på tysk Kirchspiel Kahleby) er et sogn i det sydlige Angel i Sydslesvig, tidligere i Strukstrup Herred og delvis Fysing Herred (Gottorp Amt), nu Skålby i Slesvig-Flensborg Kreds i delstaten Slesvig-Holsten. Området syd for Fysing Å / Løjt Å (Fysing) hørte under Slis og senere under Fysing Herred, området nord for åen (Kalleby, Skålby) under Strukstrup Herred.
I Kalleby Sogn findes flg. stednavne:
- Broholm Skov (også Braaholm Skov[1])
- Egebjerg
- Gammeltoft
- Hestholm
- Kalleby (Kahleby)
- Fysing (Füsing)
- Palør
- Skålby (også Skaleby, Schaalby)
- Tolkvad (Tolkwade)
- Vindingmaj[2]